# Чумиков, Александр Николаевич
Алекса́ндр Никола́евич Чумиков (род. 10 ноября 1954 года, Москва) — российский журналист, писатель, учёный; кандидат философских наук (1991), доктор политических наук (1995), профессор (2001). Профессор МГУ им. М. В. Ломоносова (1996—2005), Российского университета дружбы народов (с 2017), Московского государственного лингвистического университета (с 2020); главный научный сотрудник Института социологии РАН (1994—1996, с 2010); руководитель информационно-аналитического центра Общественной палаты РФ (2005—2007); генеральный директор коммуникационного агентства «Международный пресс-клуб. Чумиков ПР и консалтинг» (с 1996).

## Биография
Александр Николаевич Чумиков родился 10 ноября 1954 г. в Москве.

### Образование
1975—1981 — МГУ им. М. В. Ломоносова, факультет журналистики; специальность — журналист, литературный работник газеты.
1983—1985 — Московский государственный педагогический институт иностранных языков (МГПИИЯ) им. М. Тореза (ныне — Московский государственный лингвистический университет (МГЛУ), вечерний факультет.
1989—1991 — Российская академия управления (в настоящее время — Российская академия народного хозяйства и государственной службы при Президенте РФ), аспирантура.
1991 — защитил диссертацию на соискание учёной степени кандидата философских наук по теме «Социально-политический конфликт. Особенности диагностики и управления».
1995 — защитил диссертацию на соискание учёной степени доктора политических наук по тему «Конфликт в системе социально-политических процессов переходного периода».
2001 — решением Министерства образования РФ присвоено учёное звание профессора.

### Трудовой опыт
1972—1974 — служба в Советской Армии.
1975—1989 — секретарь комитета ВЛКСМ первичной организации, инструктор, заведующий отделом пропаганды и агитации Киевского райкома ВЛКСМ г. Москвы.
1981—1989 — инструктор, заместитель заведующего, заведующий идеологическим отделом Киевского райкома КПСС г. Москвы.
1989—1992 — работа в средствах массовой информации: обозреватель газеты «Вечерний Клуб», редактор отдела журнала «Обыватель», главный редактор газеты «Точка зрения».
1992—1995 — руководитель службы «паблик рилейшнз» АО «Сити» — крупнейшего градостроительного комплекса г. Москвы.
1995—1996 — директор PR программ Международного фонда политико-правовых исследований «Интерлигал».
1996—2005 — МГУ им. М. В. Ломоносова, профессор кафедры теории и технологии управления факультета государственного управления.
с 1996 года — PR-агентство (ЗАО, ООО) «Международный пресс-клуб» (с 2002 — «Международный пресс-клуб. Чумиков ПР и консалтинг»), генеральный директор.
2005—2007 — руководитель информационно-аналитического центра Общественной палаты РФ.
с 2010 года — Институт социологии (Федеральный научно-исследовательский социологический центр) РАН, главный научный сотрудник.
с 2017 года — профессор Российского университета дружбы народов.
с 2020 года — профессор Московского государственного лингвистического университета.
Владеет английским языком.
Женат, имеет сына.
Увлечения: альпинизм, путешествия.
А. Чумиков — один из первых и ведущих в новой России разработчиков теории конфликта и теории коммуникаций в целом. Так, монография А. Чумикова «Социально-политический конфликт: теоретические и прикладные аспекты» стала одним из первых в России исследований, осуществленных в рамках специализации «конфликтология». Значимость и даже революционность данной книги А. Чумикова заключалась прежде всего в том, что она опровергала существовавшую в СССР конфликтологическую парадигму, в рамках которой признавалась возможность построения в перспективе гармоничного и в целом бесконфликтного общества и мирового порядка.

Шарков Ф. И., Кашаф Ш. Р. Развитие коммуникационной теории в книгах А. Чумикова и М. Бочарова. Коммуникология. 2020;8(4):64-79.

### Общественная деятельность и награды
с 1995 года — академик, член президиума Академии политической науки.
1998 — лауреат Национальной премии в области развития общественных связей «Серебряный Лучник» в номинации «Лучший PR-проект».
1999 — лауреат Национальной премии в области развития общественных связей «Серебряный Лучник» в номинации «Лучшая теоретическая работа по PR».
2000—2010 — вице-президент Российской ассоциации по связям с общественностью (РАСО).
2004 — лауреат премии Союза журналистов РФ.
2005—2009 — президент Академии политической науки.
с 2005 года — председатель Комитета по образованию РАСО.
2006 — Почетный знак Союза журналистов РФ «За заслуги перед профессиональным сообществом».
с 2012 года — академик Российской академии общественных связей.
2012 — Медаль Министерства обороны РФ «За укрепление боевого содружества».
2014 — лауреат Международной премии «IPRA-PROBA Golden World Awards» в номинации «Лучшая теоретическая работа по PR».
2014 — Серебряная медаль РАН (Институт социологии и Институт социально-политических исследований РАН) имени Питирима Сорокина «За вклад в науку».
2015 — Медаль Федерального агентства по печати и массовым коммуникациям "Организатору Всероссийского конкурса СМИ «Патриот России».
2016 — Памятный знак Министерства обороны РФ «100 лет Константину Симонову».
2019 — Медаль Министерства обороны РФ «Памяти героев Отечества».
2019 — Национальная литературная премия «Серебряное перо Руси».
На рубеже XX и XXI веков возник запрос на создание собственной коммуникационной теории и её продуктового отражения в виде учебников, учитывающих зарубежное наследие и одновременно накопленный российский опыт, когда за десятилетие в коммуникационном развитии пришлось пройти путь, пройденный иными странами за целый век.
К этому периоду относится начало сотрудничества А. Чумикова с М. Бочаровым. Плодом соединения усилий стал масштабный и концептуальный учебник общероссийского значения, рекомендованный для использования во всех профильных ВУЗах страны — А. Чумиков, М. Бочаров «Связи с общественностью: теория и практика». Он был трижды переиздан в 2003—2006 гг., причём каждое издание существенно обогащалось, что отражало ускоренное развитие коммуникационных процессов в стране и в мире.
Шарков Ф. И., Кашаф Ш. Р. Развитие коммуникационной теории в книгах А. Чумикова и М. Бочарова. Коммуникология. 2020;8(4):64-79.

### Международный пресс-клуб
Международный пресс-клуб. Чумиков PR и консалтинг (МПК) — российское коммуникационное агентство, специализирующееся на предоставлении услуг в области связей с общественностью. По итогам исследований входит в рейтинг наиболее известных PR-агентств России. Образовано в 1996 году как «Международный пресс-клуб». В 2002 году преобразовано в «Международный пресс-клуб. Чумиков PR и консалтинг».
Основной профиль работы агентства: стратегический консалтинг, аналитические разработки, креативные решения, технологии работы со СМИ и информацией, организация и PR-сопровождение специальных событий, конкурсы СМИ, информационное сопровождение проектов и мероприятий общероссийского и международного уровня, подготовка и выпуск специальных изданий.
МПК выполняло государственные заказы Министерства РФ по делам гражданской обороны, чрезвычайным ситуациям и ликвидации последствий стихийных бедствий (МЧС России), Федерального агентства по печати и массовым коммуникациям (Роспечать), Федеральной службы по труду и занятости.
МПК активно сотрудничает с Роспечатью (его функции в 2022 г. переданы Министерству цифрового развития, связи и массовых коммуникаций РФ) и Союзом журналистов России. А. Чумиков выступал руководителем проектов по проведению всероссийских и межрегиональных конкурсов СМИ «Патриот России», «Слава России», «Моя малая Родина», «Вызов XXI век», «Русский язык в электронных СМИ».
Компания также работала с российскими регионами: Правительством Москвы (департамент семейной и молодёжной политики), администрациями Челябинской, Оренбургской, Омской областей, Республики Северная Осетия — Алания.
МПК реализовал международные проекты по заказу Программы Развития ООН, Объединённой программы ООН по ВИЧ/СПИДу, Фонда ООН в области народонаселения, Глобального Экологического Фонда, Университета Калгари — Горбачев-Фонда.

### Книги
- 1993 Социально-политический конфликт: теоретические и прикладные аспекты (монография). Изд-во Институт молодежи
- 1997 Ведение переговоров: стратегия, коммуникация, фасилитация, медиация (учебное пособие). Изд-во МГУ
- 1998 Креативные технологии «паблик рилейшнз» (учебное пособие). Изд-во МГУ
- 2000—2002 Связи с общественностью (учебник) 3 издания. Изд-во Дело
- 2008 Записки профессионала (мемуары). Изд-во Питер
- 2009 Связи с общественностью: сфера, генезис, технологии, области применения, структуры (учебное пособие). В соавторстве с Бочаровым. М. П. Изд-во ЮРАЙТ
- 2003—2010 Связи с общественностью: теория и практика (учебник). В соавторстве с Бочаровым М. П. 6 изданий. Изд-во Дело
- 2010 PR в Интернет: Web 1.0, Web 2.0, Web 3.0 (учебное пособие). В соавторстве с Бочаровым М. П., Тишковой М. В. Изд-во Альпина Паблишер
- 2013 Антикризисные коммуникации (учебное пособие). Изд-во Аспект-пресс
- 2012—2014 Реклама и связи с общественностью: имидж — репутация — бренд (учебное пособие) 2 издания. Изд-во Аспект-пресс
- 2014 Медиарилейшнз (учебное пособие). Изд-во Аспект-пресс
- 2014 Переговоры — фасилитация — медиация (учебное пособие). Изд-во Аспект-пресс
- 2014 Связи с общественностью: теория и практика (учебник). В соавторстве с Бочаровым М. П. Изд-во Дело
- 2014 Коммуникационные кампании (учебное пособие) Изд-во Аспект-пресс
- 2016 Реклама и связи с общественностью: профессиональные компетенции (учебное пособие). В соавторстве с Бочаровым М. П., Самойленко С. А. Изд-во Дело
- 2016 Связи с общественностью и реклама в системе интернет-коммуникаций: теоретические обоснования и профессиональные практики (учебное пособие). В соавторстве с Горошко Е. И. Изд-во Аргамак-медиа
- 2012—2019 Государственный PR: связи с общественностью для государственных организаций и проектов (учебник). В соавторстве с Бочаровым М. П. Изд-во Инфра-М
- 2019 PR, реклама, журналистика в Интернете: теория и практика (учебное пособие). В соавторстве с Горошко Е.И, Корневым М. В. Изд-во Аргамак-медиа
- 2020 Москва-400. Кам-са-мол! 90-е (художественно-автобиографическая трилогия). Изд-во Питер
- 2021 Антикризисные коммуникации (учебное пособие). Изд-во Проспект
- 2022 Переговоры — фасилитация — медиация (учебное пособие). Изд-во Проспект
- 2022 Связи с общественностью. Практикум (учебное пособие). Изд-во ЮРАЙТ[12]
- 2022 Управление коммуникациями (учебник). В соавторстве с Бочаровым М. П. Изд-во Дашков и К[13]
- 2022 Непал. Винтажный роман. Изд-во АСТ[14]

### Монографии
- 2001 Связи с общественностью в политике и государственном управлении (соавторы Анохин М. Г., Валовая М. Д., Горохов В. М. и др.) Изд-во РАГС
- 2003 Становление СМИ в России как инструмента демократии: политика государства и частных корпораций (Бачило И. Л., Иларионова Т. С., Башкирова Е. И. и др.) Изд-во Альфа-принт
- 2011 Социальные аспекты имиджевой политики региона (Липинская И. А., Михайлов В. Д., Мустафин С. К., и др.) Изд-во Спутник
- 2012 Политическая коммуникативистика: теория, методология и практика (Тимофеева Л. Н., Дзялошинский И. М., Грачев М. Н. и др.) Изд-во РАПН, РОСПЭН
- 2015 Российский Кавказ: проблемы, поиски, решения (Абдулатипов Р. Г., Сафаралиев Г. К., Тишков В. А. и др.) Изд-во Аспект пресс
- 2015 Региональная социология: проблемы консолидации социального пространства (Маркин В. В., Лапин Н. И., Рязанцев И. П. и др.) Изд-во Новый Хронограф
- 2019 Малые города в социальном пространстве России (Ардальянова А. Ю. Бизюков П. В., Браславский Р. Г., Воронов В. В. и др.) Изд-во ФНИСЦ РАН
- 2020 Пространственное развитие малых городов: социальные стратегии и практика (Черныш М. Ф., Маркин В. В., Винокурова А. В., Воронов В. В. и др.) Изд-во ФНИСЦ РАН
- 2022 Трансформация стратегии и тактики медиакоммуникаций в условиях пандемии (Лободенко Л.К, Шестеркина Л. П., Шилина М. Г., Савчук Г. А. и др.) Изд-во ЮУрГУ

### Публикации
- 1995 Российский социум в 1994 году: конфликтологическая экспертиза (соавторы Кудрявцев В. Н., Дмитриев А. В., Брушлинский А. В., Соснин В. А. и др.). Журнал Социологические исследования (№ 2)
- 1995 Управление конфликтом и конфликтное управление как новые парадигмы мышления и действия. Журнал Социологические исследования. (№ 3)
- 1996 Российское общество в 1995 году: конфликтологическая экспертиза (соавторы Дмитриев А. В., Степанов Е. И.). Журнал Социологические исследования (№ 1)
- 1996 Доминирование меньшинства как следствие недостатков современной политической системы России. Журнал Социологические исследования (№ 4)
- 1997 Конфликтология социальных отношений как комплексная учебная дисциплина и практическая специализация. Журнал Социологические исследования (№ 7)
- 2000 Политическое консультирование: когда вероятное неочевидно (соавтор Брискин А. Я.) Журнал Социологические исследования (№ 10)
- 2009 Политическая коммуникативистика: актуальные задачи и технологии прикладного применения. Журнал Политические исследования (№ 5)
- 2012 GR — не PR: можно ли смешивать? Рецензия на книгу «GR — связи с государством. Теория, практика и механизмы взаимодействия бизнеса и гражданского общества с государством». Журнал Ученые записки Российского Государственного Социального Университета (№ 10)
- 2013 Информационная деятельность, политическая модернизация и террористическая угроза. Журнал Журналист. Социальные коммуникации (№ 1)
- 2014 Кто влияет в новых медиа и как обеспечивается контрвлияние: опыт российских практиков. Журнал Коммуникология (№ 1)
- 2021 Конфликтные коммуникации в медийном поле. Журнал Коммуникология (№ 2)
- 2021 Позиционирование военной истории: коммеморация и интерпретация. Журнал Наука. Общество. Оборона (№ 3)
- 2021 Брендинг малых городов как развитие туристских возможностей территории (соавторы Чумикова С. Ю., Проценко Ю. В.). Журнал Вестник РМАТ (№ 4)
- 2021 GR и лоббизм: инфлюенс-менеджмент, медиакоммуникации, специальные события. Журнал Знак: проблемное поле медиаобразования (№ 2)
- 2022 Коммуникационное и социологическое обеспечение имиджа российских регионов в контексте стратегий их развития (соавтор Шульц Э. Э.). Журнал Коммуникология (№ 1)[15]
- 2022 Социально-коммуникационные механизмы адаптации населения к условиям пандемии в общероссийском, региональном и отраслевом контекстах. Журнал Социологическая наука и социальная практика (№ 1)
- 2022 Формирование и актуализация имиджа МЧС Российской Федерации в контексте развития органов власти новой России (соавтор Чумикова С. Ю.). Журнал Наука. Общество. Оборона (№ 2)
- 2022 Реклама и связи с общественностью: наименование, компетенции, контексты. Журнал Знак: проблемное поле медиаобразования (№ 1)[16]
- 2022 Факты, смыслы и стереотипы как слагаемые продукта информационной войны. Журнал Журналист. Социальные коммуникации (№ 2)